# Réserve naturelle de la Petchora et de l'Ilytch
La réserve naturelle de la Petchora et de l'Ilytch (en russe : Печоро-Илычский заповедник, Petchoro-Ilytchski zapovednik) est une réserve naturelle de Russie située dans l'Oural septentrional qui forme le cœur des forêts vierges de Komi, inscrites au patrimoine mondial de l'Unesco en 1995. La réserve est également reconnue réserve de biosphère de l'Unesco depuis 1984.
La réserve se trouve sur le versant occidental et le piémont de l'Oural septentrional dans le territoire administratif du raïon de Troïtsko-Petchorsk dépendant de la république des Komis.

## Historique
L'idée de fonder une réserve naturelle dans le cours supérieur de la Petchora a été évoquée pour la première fois en 1915 par S.T. Nat, directeur des forêts du gouvernement de Vologda, dans un article publié par la revue Lesnoï Journal (La Revue de la forêt). Il s'agissait à l'époque de préserver l'écosystème des zibelines. Le projet voit finalement le jour le 4 mai 1930. La réserve s'étend alors sur 11 350 hectares, mais ses limites précises ne sont fixées qu'un an plus tard. Le siège de la réserve se trouve d'abord au village d'Oust-Ilytch à la confluence de la Petchora et de l'Ilytch, mais déménage en 1935 à Iakcha, plus accessible. Cette localité est baignée par le cours supérieur de la Petchora, plus près du bassin de la Kama, ce qui facilite les communications.
La réserve est réduite en 1951 à 930 km2 avec un petit secteur autour de Ialchka séparé du reste de la réserve située plus en altitude. Le territoire de la réserve recouvre sa surface actuelle en 1959, maintenant cette petite séparation. En 1973, une zone périphérique de 324 km2 est mise sous surveillance de la réserve, à laquelle sont ajoutés 330 km2 en 1984. Elle reçoit le statut de réserve de biosphère de l'Unesco en 1984.
En 1995, la réserve naturelle est inscrite, ainsi que le parc national de Yougyd Va à proximité, au patrimoine mondial de l'UNESCO en tant que composantes des forêts vierges de Komi.

## Géographie et flore

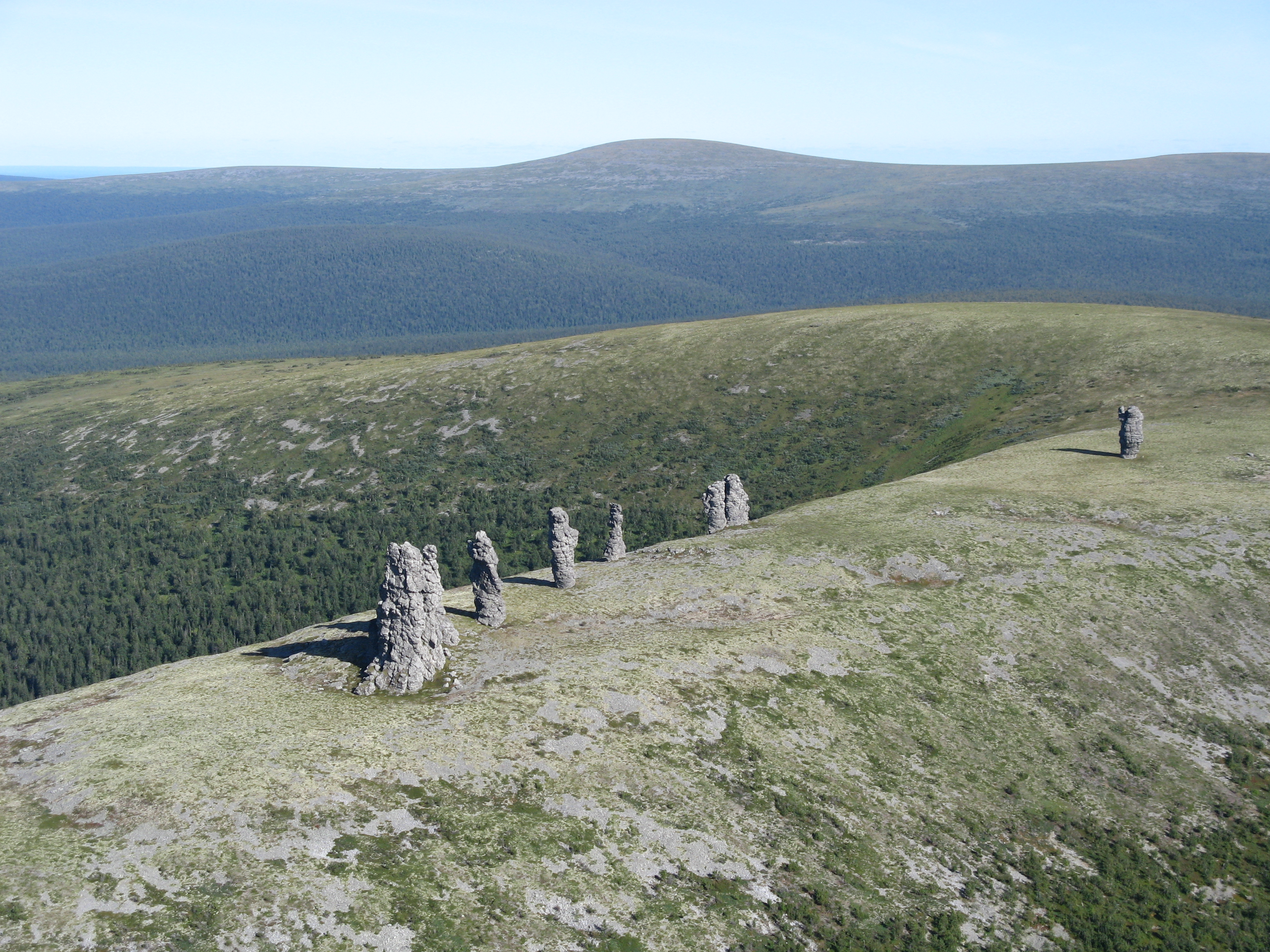
Les colonnes rocheuses du plateau de Manpoupounior dépendant de la réserve.

Le géographe russe Kortchaguine a divisé la réserve en cinq régions naturelles:
- Les basses terres de la Petchora recouvertes de forêts de conifères, de marais et de marécages mousseux. C'est ici que se trouve par exemple le marais des Oies (Goussinoïe Boloto) avec une tourbière de 3 km2 dont les dépôts de tourbe atteignent 5 à 6 mètres de profondeur.
- Le piémont de la région dominé par des forêts d'espèces appréciant l'ombre, comme l'épicéa de Sibérie, le pin de Sibérie ou le sapin de Sibérie. Cette zone est recouverte de nombreux marais boisés, mais peu de marécages mousseux.
- Les basses terres de l'Ilytch supérieur sont entourées des hautes terres et des montagnes de l'Oural et connaissent un climat particulièrement rude. Ses forêts d'espèces à croissance lente sont classées comme taïga boréale.
- Les montagnes de l'Oural de la réserve sont encore peu étudiées, mais connaissent un paysage varié. Jusqu'à 300 ou 350 mètres d'altitude la végétation est celle de la ceinture forestière avec des pins et des sapins, et au-dessus, jusqu'à 600 mètres, c'est une végétation subalpine qui domine, où les pins et sapins sont remplacés peu à peu par les bouleaux et les alpages. Il n'y a plus d'arbres au-dessus de 550-650 mètres, à l'exception de quelques sapins disséminés, jusqu'à 800 mètres et au-delà. C'est alors le domaine de la toundra alpine. La crête de Manpoupounior, au-dessus du plateau du même nom, fait partie du territoire de la réserve. Ses colonnes rocheuses font partie des « sept merveilles de la Russie ».
- Les vallées de la Petchora, de l'Ilytch et de leurs affluents.

## Faune
On trouve en abondance dans la réserve des élans, des castors, des écureuils et des martres des pins. La zibeline vit en petit nombre dans la zone de piémont, mais le renne a presque disparu de la région après la diminution de la zone forestière de la réserve en 1951 et la perturbation écologique qui en a résulté.
Parmi les grands prédateurs, on observe l'ours brun, le loup et le glouton. Dix espèces de mustélidés sont répertoriées comprenant - outre le glouton -  la belette, l'hermine, le vison d'Europe, le vison de Sibérie et le vison d'Amérique, la martre des pins et la zibeline.
Parmi les oiseaux, la réserve renferme un riche cortège de tétraonidés incluant le grand tétras, le tétras-lyre, la gélinotte des bois, le lagopède des saules et le lagopède alpin, chacune de ces espèces occupant différents habitats allant de la forêt boréale à la toundra, en passant par les tourbières. On y observe également le pipit de la Petchora, le hiboux grand duc, le pygargue...

### Domestication de l'élan

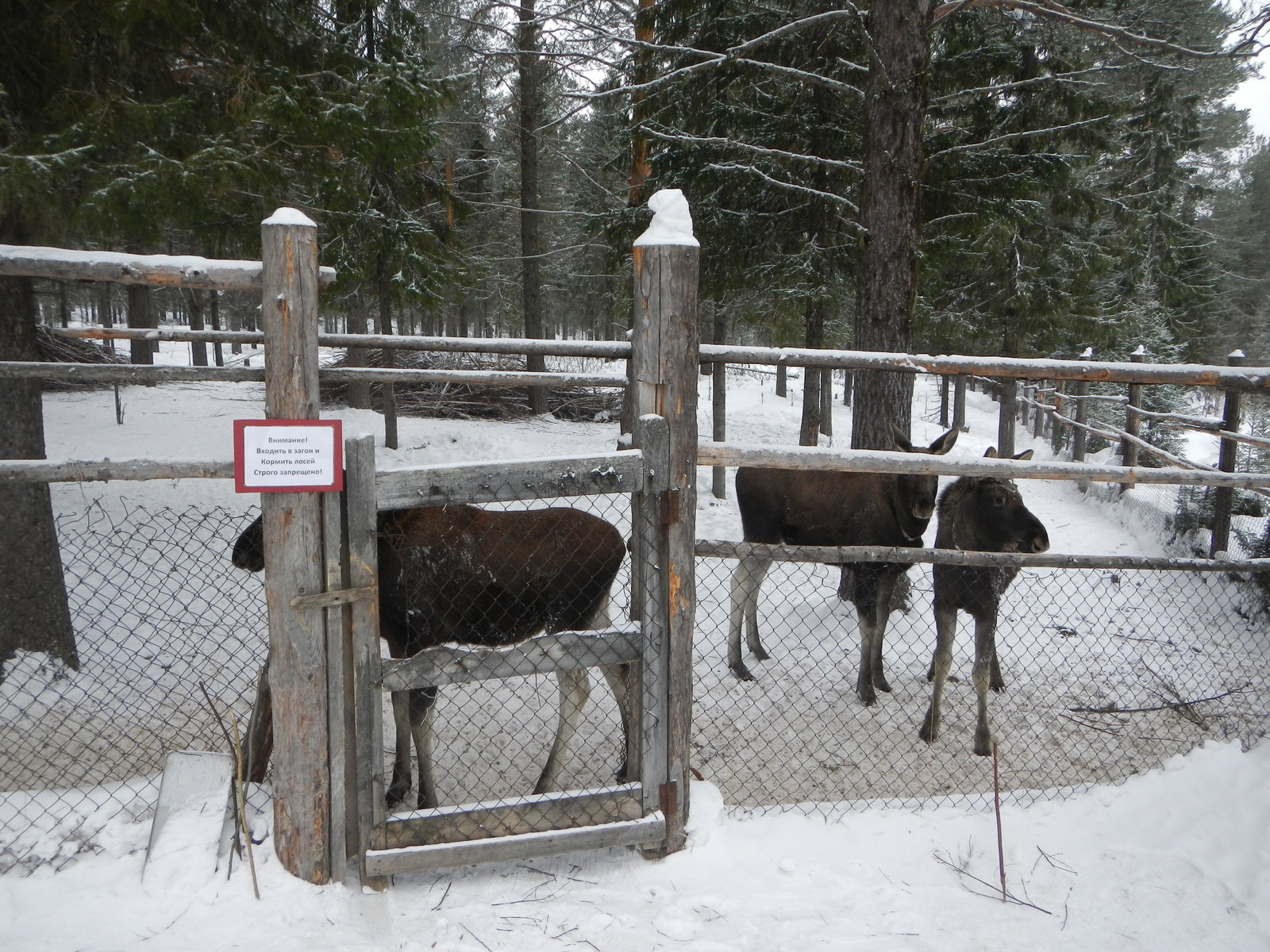
Vue de la ferme des élans

Des expériences de domestication de l'élan sont menées depuis les années 1940 à la réserve. En effet la population de cette espèce avait tellement augmenté à cette époque que leurs pâturages étaient épuisés dans les années 1950. Une exploitation de chasse (лосепромысловое хозяйство) affiliée à la réserve, mais située en dehors, a donc entre 1956 et 1968 sédentarisé un millier d'élans pour en exploiter la viande. La production de celle-ci s'est élevée à 200 tonnes. En même temps des battues ont permis d'étudier d'un point de vue statistique la population d'élans de la réserve.
Parallèlement à ces entreprises, une ferme d'élans (лосеферма, lossiéferma) a été inaugurée en 1949 pour étudier la faisabilité de cette domestication. Six générations d'élans ont donc été élevées ici à ce jour, comprenant une trentaine d'individus par an, soit un total d'environ cinq cents individus. On a observé que le mâle demeure ensuite dans la forêt, alors qu'une femelle retourne toujours à la ferme pour mettre bas et y retourne plusieurs fois par jour pendant la période de lactation (entre trois et cinq mois) pour être traite aux mêmes heures. Entre trois et cinq cents litres chaque saison sont obtenus par femelle, ce qui est peu en comparaison avec une vache laitière. Toutefois son lait est riche en graisse (12-14 %), en vitamines et en microéléments.
Un élan élevé en captivité peut vivre jusqu'à dix-huit ans, mais peu atteignent cet âge à cause de la prédation des loups et des ours, ou du braconnage. Les recherches sur l'élan de la réserve ont été examinées ailleurs par des scientifiques de l'université d'Alaska.
Des expériences similaires sont menées ailleurs, notamment à la ferme d'élans de Kostroma.